# Asir Asir
Asir Asir is een bestuurslaag in het regentschap Aceh Tengah van de provincie Atjeh, Indonesië. Asir Asir telt 1549 inwoners (volkstelling 2010).